# Joshua Altheimer
Joshua "Josh" Altheimer, född troligen den 17 maj 1910 i Altheimer, Arkansas, död den 18 november, 1940 i Chicago, Illinois, var en amerikansk bluespianist som är mest känd för att ha spelat med Big Bill Broonzy (som kallade honom "den bäste bluespianist jag någonsin hört"), Lonnie Johnson och John Lee "Sonny Boy" Williamson.